# Litja Ilmari
 Litja Maria Ilmari, född Waaramo 29 augusti 1890 i Teisko, död 21 juli 1966 i Helsingfors, var en finländsk skådespelare.
Ilmari var dotter till arbetsledaren Andreas Grönlund och Amanda Högfors. Hon utexaminerades från Tammerfors affärsskola 1907 studerade vid Konstuniversitetets Teaterhögskola 1908–1909. Karriären som skådespelare inleddes 1910–1915, då Ilmari verkade vid teatern i Tammerfors. Därefter verkade hon under korta perioder vid olika teatrar. Hennes sista uppehälle var vid Finlands nationalteater 1937–1944. Åren 1924–1960 innehade Ilmari flera filmroller. Hon var gift med regissören Wilho Ilmari från 1914, ett äktenskap som slutade i skilsmässa. Parets dotter, Maija-Liisa Ilmari verkade som skådespelare.

## Filmografi[2]
- Tukkijoella, 1928
- Neljä naista, 1942
- Synnin puumerkki, 1942
- Hopeakihlajaiset, 1942
- Neiti Tuittupää, 1943
- Suviyön salaisuus, 1943
- Kyläraittien kuningas, 1945
- Kirkastuva sävel, 1946
- Prinsessan Törnrosa, 1949
- Rakkaus on nopeampi Piiroisen pässiäkin, 1950
- Arne på Storgården, 1954
- Kahden ladun poikki, 1958
- Lumisten metsien tyttö, 1960